# بوري (كامبريدجشير)
بوري (بالإنجليزية: Bury, Cambridgeshire)‏ هي قرية وأبرشية مدنية تقع في المملكة المتحدة في إنجلترا.